# Xã Platte, Quận Union, Iowa
Xã Platte (tiếng Anh: Platte Township) là một xã thuộc quận Union, tiểu bang Iowa, Hoa Kỳ. Năm 2010, dân số của xã này là 254 người.